# Ліс Гартель
Ліс Гартель (дан. Lis Hartel, 14 березня 1921 — 12 лютого 2009) — данська вершниця.
Срібна призерка Олімпійських Ігор 1952 (індивідуальна виїздка), 1956 (індивідуальна виїздка) років.